# هاتف عمومي

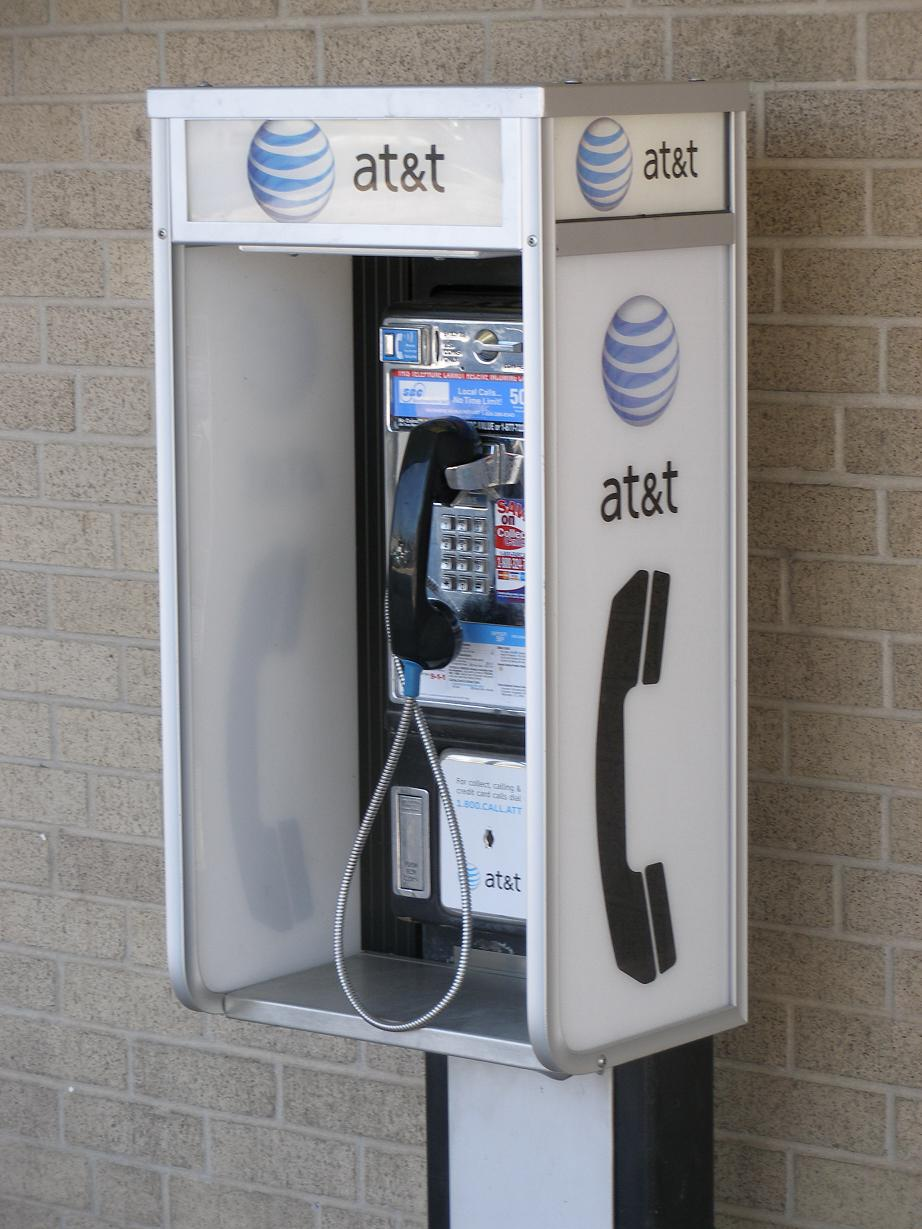
الهاتف العمومي

الهاتف العمومي (ويُكتب أحيانًا: هاتف عمومي أو هاتف الدفع أو الهاتف العام) هو عادةً هاتف عام يعمل بقطع النقود المعدنية، وغالبًا ما يكون موجودًا داخل [كابينة هاتف]] أو في أماكن عامة مزدحمة. يتطلب استخدامه الدفع المسبق، إما بإدخال النقود المعدنية أو رموز الهاتف، أو تمرير بطاقة ائتمان أو خصم، أو استخدام بطاقة هاتفية.
عادةً ما تدفع الشركة التي تدير الهاتف العمومي إيجارًا أو نسبة من الإيرادات لصاحب العقار الذي يُركّب فيه الهاتف.
وقد اختُرع الهاتف العمومي في أواخر القرن التاسع عشر، وأصبح شائعًا ومنتشرًا في جميع أنحاء العالم خلال القرن العشرين، إلى درجة أنه ساهم في تكوين مفهوم الوصول الشامل إلى خدمات الاتصال الأساسية. قد تكون تكلفة المكالمة بسعر ثابت أو تعتمد على مدة المكالمة. ولكن بعد النمو الهائل في استخدام الهواتف المحمولة، انخفض استخدام الهواتف العمومية وعددها بشكل كبير.